# Марі-Луїза Лашапель
Марі-Луїза Лашапель (фр. Marie-Louise Lachapelle; 1769—1821) — французька акушерка-гінекологиня. Вважається засновницею сучасного акушерства.

## Біографія
Лашапель народилася в Парижі, була єдиною дитиною в родині відомої акушерки Марі Жоне і Луї Дюжеса, медичного працівника. Її бабуся теж була акушеркою. З дитинства вона також почала працювати акушеркою завдяки знанням, які мати дала їй у дитинстві. У 1792 році вона вийшла заміж за хірурга, який працював у лікарні Сен-Луї .
Між 1792 і 1795 роками вона народила дочку і тимчасово припинила роботу. Однак після смерті чоловіка, яка сталася після трьох років шлюбу, вона виявилася єдиною відповідальною за утримання дочки, що змусило її повернутися до роботи акушеркою.
Її донька не стала продовжувати сімейну традицію акушерства і пішла в монастир. Лашапель померла у Парижі від раку шлунка в 1821 році після короткого періоду хвороби.

## Кар'єра
Поки її мати була ще жива, пологове відділення було реорганізовано, і Лашапель допомагала їй як помічниця головної акушерки. У віці 12 років вона вже допомагала навіть при складних пологах.
Після смерті матері в 1797 році Лашапель успадкувала її керівну посаду в Hôtel-Dieu, найбільшій державній лікарні в Парижі. Лікарня допомагала бідним і фінансово підтримувалася собором Паризької Богоматері. Це був найкращий пологовий будинок того часу. У 1796—1797 роках розширювала свої дослідження акушерства з Францом Негеле.
Жан-Луї Боделок (1745—1810), перший керівник університетської кафедри акушерства у Франції, усвідомив необхідність організованої школи для навчання акушерок. Враховуючи медичний досвід і чудову репутацію Лашапель, він попросив її керувати цією новою школою акушерства та дитячою лікарнею Hospice de la Maternité, яку уряд Наполеона побудував у Пор-Роялі. З метою подальшого вдосконалення своїх знань у галузі акушерства Лашапель поїхала вчитися до Гейдельберга, а потім повернулася до Парижа, де стала директором «Maternité», який був філією Hôtel-Dieu.
Лашапель помер, не закінчивши книгу, яку завершив його племінник Антуан Луї Дюже, який опублікував її в 1825 році під назвою Pratique des acouchements; ou Mémoires et observaciones choisies, sur les points les most importants de l'art (Практика пологів, або спогади та вибрані спостереження про найважливіші моменти цього мистецтва); автор місіс Лашапель,… виданий Ант. Дюже, його племінник… ; . Ця робота глибоко вплинула на практику акушерства протягом дев'ятнадцятого століття. У цій книзі, серед іншого, ясно, що вона проти використання щипців під час пологів, принаймні в більшості випадків, і що вона підтримує мінімізацію втручання лікарів під час самих пологів.

## Великий внесок в акушерство
- Лашапель працював над тим, щоб «глядачів» під час пологів було зведено до мінімуму (у пологовому залі могли бути присутні лише мати, акушерки та, можливо, лікар).
- Невідкладний шов при розриві промежини.
- Методика втручання при передлежанні плаценти .
- Методи, що дозволяють уникнути використання щипців.